# 帝吧
李毅吧，俗称帝吧，也简写成D吧、D8等，原为探讨中国足球运动员李毅的百度贴吧，后来成为对中国足球严重不满网民嘲讽李毅的百度贴吧，从而变成中國第一个成熟的“恶俗”群体，在一定程度上是雷霆三巨头吧和罗玉凤吧的源头。随着该吧热度不断上升，群体混杂化，以及无休止的权力斗争，导致其恶俗系属性最终被彻底剥离，人员与立场也大幅度变化，变成一个热衷于公众群体事件的地方。其成員還活跃在百度贴吧、微博和推特等社交媒体上。因其成员激进的政治立场和多次自发组织人员“出征反华和敌对势力”而闻名，中国大陆部分官媒如《新闻联播》亦曾数次公开表态，为“帝吧出征”“点赞”。微博上亦有名为“帝吧官微”的认证账号，而百度贴吧帝吧声称，微博帝吧与其没有任何关系。如今的李毅吧早已不是当年的恶俗系，请注意区分开来。

## 历史

### 李毅粉丝时期
李毅吧建立于2004年，由网名为“潇洒十二少”的贴吧网友建立，随即被转给两位当时正在读高中的女性网友“菲菲雪”与“妃之D”。此时的李毅效力于深圳平安队，正当选联赛最佳射手；李毅吧聚集的都是李毅的粉丝，他们共同维护着一个正常的球员粉丝社区的秩序。

### 嘲讽李毅时期
李毅本人说话过于耿直，容易产生喜剧效果。2005赛季，李毅与主教练迟尚斌不合，最终深圳健力宝俱乐部解除了迟尚斌的主教练职务。迟尚斌卸任那天早上，李毅睡醒下楼，记者问他感受，他睡眼惺忪地说：“天亮了，善有善报恶有恶报”。这一发言导致球迷多年积压的对中国足球的挖苦之情在李毅身上集中爆发。2005年，李毅在一场胜仗后自豪地对记者说，领先时应该像亨利一样把球护起来。这句话被部分媒体歪曲成“我的护球像亨利”。煽动的球迷认为，这是对法国知名前锋蒂埃里·亨利（绰号“亨利大帝”）的亵渎，便顺势将李毅戏称为“李毅大帝”，因此李毅绰号“大帝”，所以李毅吧又名“帝吧”、“D吧”、“D8”等。随后的2006年，对中国足球严重不满而无处发泄的球迷决定夺取李毅吧。在此之前他们首先建立了李毅大帝吧，大量嘲讽取乐李毅的球迷聚集此地，发布了大量对李毅人格进行侮辱的言论与文章。
此后侮辱嘲讽李毅的文化规模不断变大，网友们通过侮辱谩骂入侵李毅吧，“菲菲雪”、“妃之D”二位女吧主抵挡不住攻势，终于放弃了李毅吧。李毅的原住民粉丝就此在李毅吧销声匿迹。其后网名为“飞段┋爱”的贴吧网友夺下吧主，并带领李毅吧进入“内涵时代“，李毅吧正式沦为网络狂欢之地。在欢欣鼓舞之余，他们对谩骂李毅与各种足球人物产生厌倦。被夺下贴吧后，李毅吧起初只是针对李毅，继而扩大至中国足球，再后来“无所不黑”。网友们在此处内涵一切网络上有争议的人物，乃至于一切建国后的国家领导人。当时走红的歌星李宇春自然成了他们的目标。

### 百度卢浮宫
李宇春爆吧事件后，网友“ayaoayaoaya”临危受命，此时李毅吧的煽动性与组织性都有所提升，迫害手段也逐渐多元化。然而已经有一部分人对纯粹的网络瞎骂感到摒弃，以“内涵”的讽刺式迫害手段为荣。这时开始李毅吧被贴上“内涵”与“百度卢浮宫”的标签。8个月后，“ayaoayaoaya”主动隐退，并将重担交给了一位名叫李茜茜的女性网友（贴吧ID：我蓉毅吗我、要有爱要和谐）。此时李毅吧从一个相对小众的群体开始不断扩大，吧主的权力开始扩张，新加入的人士对吧主产生崇拜态度，“X主席”这一说法第一次出现在了百度贴吧，这种虚荣逐渐刺激了一些人的虚荣心和权力欲。但此时的权限斗争的规模和手段与之后差距明显，也更加单纯。
2008年3月26日，网络红人邬梦婷自称“90后非主流”，制作视频《非主流新社会精英反击80后裹布女》进行反击，遭到易振兴粉丝的人肉搜索。百度邬梦婷吧由“胡振邦”等人建立，以炒作恶搞邬梦婷为主，遭到百度李毅吧易振兴的粉丝的骚扰，因此百度邬梦婷吧转为以炒作恶搞易振兴及其粉丝为主。恶俗圈的人肉搜索风气从此开始，盛行至今。这一事件显示百度李毅吧小鬼开始驱逐网络白目，许多热衷迫害的人士开始被排挤。
此后李毅吧一直热衷于网络刷屏爆吧事业。2010年7月20日，一名武艺吧吧友用一张武艺打篮球的照片探讨武艺的身高问题，李毅吧就发出“刚才逛武艺吧，这张帖让我笑了好久，请注意回复”的帖子。饭圈人士则因为自己偶像被侮辱所以回骂了李毅吧，引起了李毅吧的愤怒。这场战争逐渐到达白热化，最后李毅吧吧主置顶了停战帖。此事慢慢作罢。2011年又因为一个帖子引发了第二次爆吧事件。
但随后由于李毅吧人气渐旺，代表新吧友的人气和代表老吧友及吧务组的内涵之间的矛盾也渐渐达到高峰。2010年春，李毅吧吧主的帐号两次被盗，盗号者删除所有精品贴并撤销两千余名会员，「百度卢浮宫」损失惨重。
2010年吧主被盗号以后，李毅吧部分元老提议由吧友选举产生新吧主。一名以自黑恶搞而闻名的吧友成功当选，并带动更多吧友开始自嘲自贱。2010年，部分李毅吧成员出走成立雷霆三巨头吧等贴吧，并与李毅吧长期保持冲突。雷霆三巨头吧嘲讽李毅吧吧友为屌丝，热衷自黑的李毅吧吧友欣然接受，并乐于以屌丝自居。2010年下半年，一名吧友发表了上百篇情节高度相似的「屌丝文」，讲述屌丝追求女神但女神却心属高富帅，引发年轻人共鸣。随着2011年百度贴吧取消只有会员才能发贴的限制，李毅吧的会员从4万猛增至40万，屌丝一词逐渐风靡。当时较为有名的贴子有《小张和小丽》，仅李毅吧内就有500万点击量和1万多回复，在贴吧原创文学中居于前列。
由于百度放开限制，外加吧务组宣传，至2013年李毅吧已经有600万会员，贴子质量也大幅下降，水贴和低俗内容增多。时任吧主因和百度贴吧官方距离太近而被吧友诟病。吧友开始向李毅本人反映情况，寻求帮助。2013年6月25日起，李毅在新浪微博连续发贴，指责时任李毅吧吧主在贴吧独裁统治，并借机敛财。有吧友称，吧主利用权力一年可获利约100万人民币。7月10日，百度贴吧管理组介入调查，吧主在调查结束前自行辞职。
2014年百度贴吧启用商业化战略，游戏评测等商业推广贴开始占据李毅吧首页。李毅吧时任吧主表示将减少内涵、恶搞等内容，并逐步引导吧友关注「正能量」。
由于其参与人数众多，经常参与或发起群体性网络攻击事件，如「爆吧」，并且破坏力惊人，故有“帝吧出征，寸草不生”的说法。中泰网络大战后，台湾媒体《关键时刻》嘉宾李正浩笑称帝吧的出征行动:五毛出征，寸草不生真的被笑爆。
在魏则西事件、卖吧事件后，百度贴吧的影响力已经大幅丧失，李毅吧的活跃度也大不如前。故2019年8月的“帝吧出征”事件实际上已经与李毅吧没有任何关系，其“主阵地”也转移到了新浪微博。一些网友在新浪微博@帝吧官微的号召下以“帝吧出征”名号下自发组织的行动。
2019年8月，帝吧经营人尹垣程、刘慧两人赴中国江西接受中国网军训练，返台后即在总统大选、疫情期间散布假讯息。2021年10月底，尹垣程、刘慧涉嫌散播有关2019冠状病毒病之不实讯息，及使用伪造的健保卡、护照电子档开设facebook帐号，分别判处有期徒刑三个月、拘役40日。
2022年4月底，微博强制显示用户端IP，帝吧遭网友质疑IP显示在台湾，后又换成香港、日本及浙江，帝吧则以「帝帝在火星」回应。但该回应遭部分媒体质疑“此地无银三百两”，怀疑帝吧相关负责人就居住在台湾。2022年5月7日，尹垣程、刘慧早前被判刑的消息被媒体公之于众。国台办回应称，展示IP归属信息能帮助两岸同胞擦亮眼睛，更精准辨识和反对离间两岸同胞感情的恶劣行为。

## 爆吧事件

### 6·21爆吧事件
2005年超级女声，李宇春在三百万短信投票加持下，宣告粉丝造星时代诞生。而李宇春的粉丝建立起李宇春吧，是当时的百度贴吧第一大吧。李宇春的中性形象引起了很大的网络争议，于是李毅吧的网蛆把李宇春扭曲成“李毅大帝的第四位妃子”、“春哥”等，将这些模因大规模扩散，引起李宇春粉丝的不满。
很长一段时间里，双方相互鄙夷，鲜有来往，但战争的火种已经悄然埋下。2007年一个名叫“毅撵只鸡宰宇春”的ID的贴吧网民成为李毅吧小吧主后，李宇春的粉丝们的怒火被彻底点燃。李宇春吧与李毅吧发生冲突。他们以人身攻击为由向百度管理员发起投诉，李毅吧吧务团队悉数被撤，导致李毅吧的吧主被封号。失去防御的李毅吧被李宇春的粉丝攻陷。于是李毅吧的成员酝酿起报复计划并组织在李宇春吧发起爆吧（群体大规模发贴刷屏攻击）。2007年6月21日18:20左右，李毅吧伙同许多早已对饭圈心怀不满的贴吧集体涌入李宇春吧，宣泄内心愤怒，李毅吧发起爆吧。李宇春吧的吧主以不断删帖应对。在20:20左右，李宇春吧被刷屏1900多页，被爆近100,000帖，多次陷入瘫痪，发帖速度高达每秒30帖，根本删不过来。于是李宇春吧被攻陷。

### 7·29韩粉球迷贴吧大战
7·29韩粉球迷贴吧大战指的是在2013年7月28日至7月29日发生于百度贴吧的一场大规模爆吧行动。2013年7月28日，某位雷霆系凤系贴吧的网友借刀一位时年14岁的女性潘梦莹在其腾讯微博侮辱C罗、梅西等足球明星，蔑视足球运动，并且拿权志龙与足球明星比较，引来了皇马球迷与巴萨球迷的不满，双方随即在微博上爆发了冲突，皇马吧与巴萨吧决定在当晚八点联手20多个足球贴吧开展爆吧行动。由于人数越来越多，并且点燃了网友对韩国明星粉丝历来的愤怒，最终导致李毅吧与WOW吧两个百度贴吧中最有影响力的贴吧的参与，主力军由皇马吧巴萨吧转移到李毅吧。
2013年7月28日晚上八点左右，整个爆吧行动达到最高潮。由于在爆吧过程中传闻此女是魏晨的粉丝，因此李毅吧在29日零点又爆了魏晨吧。
此事中，大多数人都把发布抹黑球星不当言论的犯罪分子当成潘梦莹本人，帮着传播虚假消息，最终导致潘梦莹手机、地址、学校、家人、户籍信息在内的私人信息被一一曝光。
人们甚至对潘梦莹的学校、父母方面施加压力，而潘梦莹本人、父母、所在学校接到了数以千计的骚扰电话和短信。
之后潘梦莹的学校和家人先后作出了错误的决定，潘梦莹的学校开除了她，其父也把她赶出家门，导致潘梦莹割腕自杀，幸而被救活。
有部分吧友等着权志龙吧开权限，打算再次爆吧，因此权志龙吧很长一段时间没开权限。
时至今日，依然有人认为是潘梦莹她自己挑起事端。

## 帝吧出征

### 2016年中国大陆网民“出征”Facebook事件
2016年1月，新浪微博网民“赵日天233号”组织李毅吧的成员再次组建爆吧团队，以反对台独为主题，通过翻墙登录Facebook，向蔡英文等台湾政治人物的Facebook專页大量发布评论。2016年1月20日19:00，群体性攻击开始。蔡英文、《台灣苹果日报》、三立新闻网的Facebook專页被大量评论不断刷屏，从而使得这些页面不得不禁止评论以结束炸版攻击。由于该事件以发送大量表情包來刷屏，所以也叫「Facebook表情包大战」。

### 2018年帝吧“出征”瑞典外交部Facebook事件
2018年9月24日，李毅吧的成员再次组建爆吧团队，翻墙登录Facebook，在瑞典外交部、瑞典电视台及节目主持人罗恩达尔的Facebook页面上集体留言、声讨、谩骂，其中外交部和罗恩达尔页面的累计留言一度达到上万条，相当数量留言之后被刪除。

### 2019年帝吧被參軍事件
2019年7月21日，香港的反对逃犯条例修订草案运动爆發了七二一事件，帝吧新浪微博官方號为声援香港警察和香港特区政府，宣佈会在7月23日「出征」香港各个的社交媒体，包括Facebook群组及连登討论区。但在行动的前一天（7月22日）已经率先在民间人权阵线及香港民族阵綫的Facebook页面洗版。行动不久后，帝吧的主要人员突然被人鉅细无遗地起底，当中包括其照片、住址、电话號码及银行户口，其资料甚至被人用於报名参加解放军志愿役，导致帝吧以「不破坏香港人民群眾正常生活秩序」为由而叫停行动，同时取消7月23日的“出征”，帝吧官微的编辑更表示不再负责更新微博。帝吧吧主於7月22日在百度发表公告，声称新浪微博上的帝吧官方號与其无关，並呼吁支持者理性地表达意见。及后於7月24日，帝吧新浪微博官方表示为保护各人的人身安全，正式宣佈解散集团军粉丝群。
8月17日，帝吧再度“出征”。“出征”前15分钟，@ 帝吧官微公布了“第一战场”——到海外社交平台Instagram声援饭圈女孩。组织者接连公布了演员吴谨言、说唱歌手艾福·杰尼等众多发表“撑警”或爱国言论艺人的Instagram账号，呼吁网友声援他们。此后，部分中国网友转战Facebook，主攻《香港苹果日报》等政治立場親泛民主派的媒体，如以及黄之锋、罗冠聪等人的Facebook账号。并到香港警察的脸书账号集体刷屏洗版数万条。
在此过程中，中国共青团中央、《人民日报》等中国官方媒体对此事予以密切关注，官媒予以正面評價，稱「愛國青年網絡出征」、「愛國網友守護赤誠」。8月17日，中共中央政法委员会官方微信公众号中央政法委长安剑以《饭圈出征！帝吧出征！是什么让年轻人一夜长大？》为题对此事予以高度评价。18日，央视《新闻联播》发表央视快评《止暴制乱的主流民意不可违》，对此事作出评价称“所有爱国爱港的力量正在汇聚成一股强大的正能量，呵护香港、力挺香港”。